# Raimundo Orsi
Raimundo Bibiani „Mumo” Orsi (ur. 2 grudnia 1901 w Avellanedzie, zm. 6 kwietnia 1986 w Santiago) – argentyński piłkarz, lewoskrzydłowy. Reprezentant dwóch krajów: Argentyny i Włoch. Mistrz świata z roku 1934.

## Kariera sportowa
Karierę zaczynał w 1920 w Independiente, gdzie grał do 1928, a także w 1935. Z klubem tym wywalczył dwa tytuły mistrza kraju (w 1922 i 1926). W reprezentacji debiutował w 1924 – w 1927 brał udział w zwycięskiej dla Argentyny edycji Copa América, a w 1928 wraz z zespołem wywalczył srebrny medal olimpijski.
Po igrzyskach olimpijskich został w Europie i podpisał kontrakt z Juventusem, a już rok później zagrał swój pierwszy mecz (jako tzw. oriundi) w drużynie narodowej Italii. Czas spędzony w Turynie był najlepszym okresem w jego karierze z Juventusem zdobył 5 tytułów mistrza kraju, w pierwszej połowie lat 30. miał niepodważalną pozycję w reprezentacji Włoch, z którą w 1934 został mistrzem świata – w turnieju finałowym zagrał w 5 meczach i strzelił 3 bramki.
Do Argentyny wrócił w 1935 i ponownie został zawodnikiem Indepediente, w 1936 rozegrał nawet jeden mecz w reprezentacji Argentyny. W następnych latach grał także w Boca Juniors, Platense i Almagro, a pod koniec dekady był zawodnikiem urugwajskiego CA Peñarol i CR Flamengo.

## Życie prywatne
Raimundo Orsi był także skrzypkiem. W młodości grywał na skrzypcach w klubach w Buenos Aires.